# Kecske-hegyi-hasadék
A Kecske-hegyi-hasadék a Duna–Ipoly Nemzeti Parkban lévő Budai Tájvédelmi Körzetben, Budapest II. kerületében található egyik barlang.

## Leírás
A Kecske-hegy csúcsától kb. 22 m-re, a csúcstól K–DK-re lévő nem működő kőbányában, a kőfejtő D–DNy-i részén, a kőbánya sziklafalának lábánál található törmeléklejtő tetején, a Lehelős-lyuktól nem messze balra nyílik. A védett barlang 3,1 m hosszú, 3 m magas és 3 m a függőleges kiterjedése. A lezáratlan, vízszintes üreg vége szűk és omladékkal van kitöltve. Bejárásához engedély szükséges. Barlangjáró alapfelszereléssel járható.
A Kecske-hegyen található négy barlang közül az egyik, a másik három a Lehelős-lyuk, az Oroszlán-barlang és az Oroszlán-szikla Északi-ürege.
Előfordul a barlang az irodalmában Kecske-hegyi kőfejtő hasadék barlang (Krekács 1985) néven is.

## Kutatástörténet
Az 1943. évi Barlangvilágból megtudható, hogy Bertalan Károly és Albert Béla átkutatott a Buda környéki barlangok rendszeres feldolgozásakor, a Mátyás-hegy és a Kecske-hegy kőfejtőiben található 14 kis üreget. A Leél-Őssy Sándor által írt és 1957-ben megjelent, A Budai-hegység barlangjai című tanulmányban meg vannak említve az óbudai Kecske-hegy kőfejtőjének üregei. A publikációban lévő helyszínrajzon megfigyelhető az üregek földrajzi elhelyezkedése. Az 1959-ben napvilágot látott, Budapest természeti földrajza című könyvben is meg vannak említve a Kecske-hegy kőbányájának üregei. Krekács Károlyék 1977-ben és 1978-ban, a bánya DNy-i részének alján lévő omladékot megbontották, és két szűk, kis méretű hasadékot találtak.
A Kraus Sándor által írt, 1983-ban készült kutatási zárójelentésben, néhány szóban le van írva egy olyan barlang, amelyet Kraus Sándor 1968. január 10-én tekintett meg először. Ez a barlang a Kecske-hegy csúcsánál lévő kőbányában, a kőfejtő Ny-i falában volt. Cseppkőlefolyás látszott a 2–3 m hosszan járható és ellenkező irányban is folytatódó tektonikus hasadék falán. A kézirat szerint a barlang alja kőzettörmelékkel később nagyon feltöltődött. A kőbányában van néhány olyan hely, melyeket érdemes lenne bontani. Kraus Sándor 2004. évi jelentéséből derül ki, hogy ez a barlang nem a Kecske-hegyi-hasadék, hanem a Lehelős-lyuk.
Krekács Károlyék 1985-ben feltárták a barlangot. Krekács Károly 1985. szeptember 10-én megrajzolta a barlang alaprajz térképvázlatát, hosszmetszet térképvázlatát, valamint a barlangbejáratot és a kőfejtőt ábrázoló helyszínrajzot. A helyszínrajzon megfigyelhető a barlang földrajzi elhelyezkedése. A barlangismertetés és a barlang térképvázlatai, valamint a helyszínrajzok bekerültek az Újpalota Sportegyesület Pannonia Speleoalpin Barlangkutató Csoport 1985. évi jelentésébe. Akkor a barlang 2,5 m hosszú, 45 cm széles és 3 m magas volt. Krekács Károly 1986. január 23-án bejelentette a barlangot (Kecske-hegyi kőfejtő hasadék barlang) az OKTH Budapesti Felügyelőségének. A csoport a barlang feltárását befejezte a barlang feletti omlásveszély és a reménytelennek tűnő továbbjutás miatt.
Juhász Márton, az Országos Környezet- és Természetvédelmi Hivatal Barlangtani Intézetnek munkatársa 1987-ben megszerkesztette a Kecske-hegyi-hasadék (barlangkataszteri terület: 4762) alaprajz térképét, hosszmetszet térképét és keresztmetszet térképét. Az alaprajz térképen látszik a keresztmetszet elhelyezkedése a barlangban. A KPVDSZ Vörös Meteor Természetbarát Egyesület Student Speleoalpin Group 1989. évi csoportbeszámolója szerint a barlang 1985-ben 3 m hosszú, 3 m magas, 45 cm széles, végein elszűkülő vízszintes járat volt. A csoportbeszámoló tartalmazza a barlang környékének helyszínrajzát is. Nyerges Attila 2006. szeptember 16-án elkészítette a barlang fénykép-dokumentációját.